# Rosengård
Rosengård (v češtině doslova růžový dvůr) je název pro panelové sídliště, nacházející se jihovýchodně od centra města Malmö ve Švédsku. Na ploše 332 hektarů, které spadají pod městskou část Rosengård žije přibližně 34 tisíc obyvatel.
Panelové sídliště bylo vybudováno na zelené louce mezi lety 1967 až 1972 v souvislosti s plánem Miljonprogrammet. V okamžiku svého dokončení bylo médii představeno jako moderní bydlení, které dosahuje zcela nových standardů a kvalit, dosud nedostupných v starších činžovních domech.
Přestože cílem bylo vybudovat moderní panelové sídliště, nevzhledné šedivé bloky se staly terčem kritiky. Některé dlouhé paneláky jsou přezdívány jako Velká čínská zeď.[zdroj?] Sídliště samo je rozděleno na dva celky, které odděluje silnice Amiralsgatan. V centrální části čtvrti se nachází rozsáhlý obchodní dům, který zároveň tvoří i most přes rušnou čtyřproudou silnici.

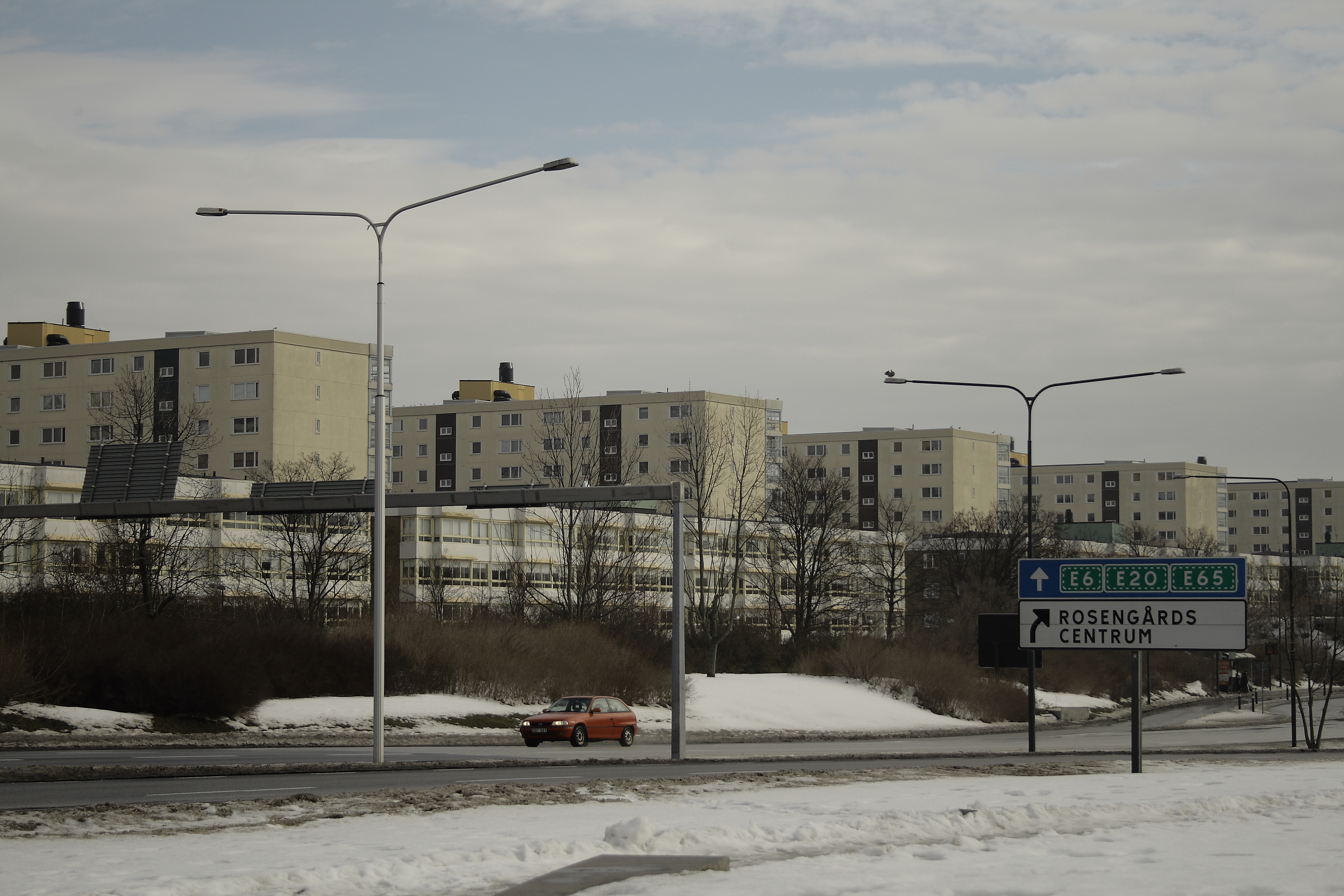
Hlavní třída

Během konce 70. let a v 80. letech 20. století však spolu s nárůstem životní úrovně švédského obyvatelstva došlo k přílivu imigrantů, kteří získávali bydlení právě v Rosengårdu. Zatímco v roce 1972 obývalo sídliště jen zhruba 20 % nešvédského obyvatelstva, roku 1998 to bylo již 80 %. Čtvrť se proto stala symbolem přistěhovalectví na jihu Švédska a postupně se měnila v ghetto. Noví dosídlenci přicházeli z oblasti bývalé Jugoslávie, Iráku, Libanonu, nebo Afghánistánu. V letech 2009–2010 vypukly v Rosengårdu nepokoje mezi přistěhovalci a jejich potomky na straně jedné a policejními složkami na druhé straně.
Z Rosengårdu pochází i fotbalista Zlatan Ibrahimović, který zde sponzoroval i výstavbu fotbalového hřiště.